# إيغيل
إيغيل، أيداهو هي مدينة في ولاية أيداهو الأمريكية

## التركيبة السكانية
قام مكتب تعداد الولايات المتحدة بتحديد بيانات التركيبة السكانية لإيغيلفي تعداد الولايات المتحدة. في ما يلي، التركيبة السكانية حسب تعدادي 2000 و2010.

### تعداد عام 2000
بلغ عدد سكان إيغيل 11,085 نسمة بحسب تعداد عام 2000، وبلغ عدد الأسر 3,864 أسرة وعدد العائلات 3,098 عائلة مقيمة في المدينة. في حين سجلت الكثافة السكانية 1,206.3 نسمة لكل ميل مربع (465.8/كم2). وبلغ عدد الوحدات السكنية 4,048 وحدة بمتوسط كثافة قدره 440.5 نسمة لكل ميل مربع (170.1/كم2).
وتوزع التركيب العرقي للمدينة بنسبة 95.90% من البيض و0.47% من الأمريكيين الأصليين و0.74% من الأمريكيين ذوي الأصول الآسيوية و0.13% من سكان جزر المحيط الهادئ و0.37% من الأمريكيين الأفارقة و1.80% من عرقين مختلطين أو أكثر.
بلغ عدد الأسر 3,864 أسرة كانت نسبة 45.9% منها لديها أطفال تحت سن الثامنة عشر تعيش معهم، وبلغت نسبة الأزواج القاطنين مع بعضهم البعض 69.4% من أصل المجموع الكلي للأسر، ونسبة 7.6% من الأسر كان لديها معيلات من الإناث دون وجود شريك، وكانت نسبة 19.8% من غير العائلات. تألفت نسبة 16.1% من أصل جميع الأسر من أفراد ونسبة 5.3% كانوا يعيش معهم شخص وحيد يبلغ من العمر 65 عاماً فما فوق. وبلغ متوسط حجم الأسرة المعيشية 3.23، أما متوسط حجم العائلات فبلغ 2.87.
بلغ العمر الوسطي للسكان 35 عاماً. وكانت نسبة 32.6% من القاطنين تحت سن الثامنة عشر، وكانت نسبة 5.6% بين الثامنة عشر والأربعة وعشرون عاماً، ونسبة 31.1% كانت واقعةً في الفئة العمرية ما بين الخامسة والعشرين حتى الرابعة والأربعين عاماً، ونسبة 23.1% كانت ما بين الخامسة والأربعين حتى الرابعة والستين، ونسبة 7.6% كانت ضمن فئة الخامسة والستين عاماً فما فوق. يوجد لكل 100 أنثى 100.7 ذكر، ويوجد لكل 100 أنثى في الثامنة عشر من عمرها فما فوق 95.5 ذكر.
بلغ متوسط دخل الأسرة في المدينة 65,313 دولار، أما متوسط دخل العائلة فبلغ 71,907 دولار. وكان متوسط دخل الذكور 50,962 دولار مقابل 29,066 دولار للإناث. وسجل دخل الفرد الخاص بالمدينة 27,226 دولار. وكانت نسبة 4.0% من العائلات ونسبة 3.8% من السكان تحت خط الفقر، وكان من هؤلاء نسبة 4.9% تحت سن الثامنة عشر ونسبة 3.5% في الخامسة والستين من العمر وما فوق.

### تعداد عام 2010
بلغ عدد سكان إيغيل 19,908 نسمة بحسب تعداد عام 2010، وبلغ عدد الأسر 7,069 أسرة وعدد العائلات 5,585 عائلة مقيمة في المدينة. في حين سجلت الكثافة السكانية 688.4 نسمة لكل ميل مربع (265.8/كم2). وبلغ عدد الوحدات السكنية 7,570 وحدة بمتوسط كثافة قدره 261.8 لكل ميل مربع (101.1/كم2).
وتوزع التركيب العرقي للمدينة بنسبة 94.4% من البيض و0.5% من الأمريكيين الأصليين و1.6% من الأمريكيين ذوي الأصول الآسيوية و0.1% من سكان جزر المحيط الهادئ و0.3% من الأمريكيين الأفارقة و2.0% من عرقين مختلطين أو أكثر.
بلغ عدد الأسر 7,069 أسرة كانت نسبة 41.5% منها لديها أطفال تحت سن الثامنة عشر تعيش معهم، وبلغت نسبة الأزواج القاطنين مع بعضهم البعض 67.9% من أصل المجموع الكلي للأسر، ونسبة 7.9% من الأسر كان لديها معيلات من الإناث دون وجود شريك، بينما كانت نسبة 3.2% من الأسر لديها معيلون من الذكور دون وجود شريكة وكانت نسبة 21.0% من غير العائلات. تألفت نسبة 17.7% من أصل جميع الأسر من أفراد ونسبة 8.5% كانوا يعيش معهم شخص وحيد يبلغ من العمر 65 عاماً فما فوق. وبلغ متوسط حجم الأسرة المعيشية 3.20، أما متوسط حجم العائلات فبلغ 2.82.
بلغ العمر الوسطي للسكان 40.6 عاماً. وكانت نسبة 30.8% من القاطنين تحت سن الثامنة عشر، وكانت نسبة 5.4% بين الثامنة عشر والأربعة وعشرون عاماً، ونسبة 21.3% كانت واقعةً في الفئة العمرية ما بين الخامسة والعشرين حتى الرابعة والأربعين عاماً، ونسبة 30.3% كانت ما بين الخامسة والأربعين حتى الرابعة والستين، ونسبة 12.1% كانت ضمن فئة الخامسة والستين عاماً فما فوق. وتوزع التركيب الجنسي للسكان بنسبة 49.1% ذكور و50.9% إناث.